# Khruangbin
Khruangbin (Aussprache: /ˈkrʌŋbɪn/) ist eine US-amerikanische Band, die in Houston, Texas gegründet wurde. Die Band besteht aus dem Trio Laura Lee, Mark Speer und Donald Ray „DJ“ Johnson Jr.

## Geschichte
Speer und Johnson lernten sich 2004 kennen, als sie in Houston, Texas, in Rudy Rasmus’ Gospelband St. John’s Methodist Church spielten. Die Kirche beschäftigte Speer als Gitarristen und Johnson als Organisten. 2007 lernten sich Speer und Lee über Freunde kennen. 2009 brachte Speer Lee das Bassspielen bei. 2010 gingen sie und Speer mit Yppah und Bonobo auf Tour. Nach der Tournee mit Bonobo präsentierte dieser Khruangbins Song Calf Born in Winter. Nach ihrer Rückkehr baten sie Johnson, als Schlagzeuger in die Band einzusteigen und einfache Breakbeats zu spielen.
Als sie vor ihrem ersten großen Auftritt standen, suchten sie einen Bandnamen und entschieden sich für Lauras Lieblings-Thai-Wort khruangbin (เครื่องบิน, [kʰrɯa̯ŋ˥˩.bin]) für „Flugzeug“ (wörtlich: „Fluggerät“).
Nach der Tournee mit Bonobo wurde Khruangbin von The Guardian als „New Band of the Week“ vorgestellt, wodurch sich die Gelegenheit ergab, als Opening-Act für Father John Misty, Tycho, Chicano Batman und Massive Attack zu spielen. Sie spielten auf Festivals wie Glastonbury, Bonnaroo, ACL, Outside Lands, Desert Daze und South by Southwest.
Im Januar 2018 veröffentlichte Khruangbin ihr zweites Album, Con Todo El Mundo. Der Titel des Albums stammt von Laura Lees mexikanisch-amerikanischem Großvater, der oft die Suggestivfrage stellte: „Wie liebst du mich?“ („¿Cómo me quieres?“) und nur die Antwort „con todo el mundo“ („mit der ganzen Welt“) akzeptierte. 2018 und 2019 tourte die Band durch Europa.
Im Februar 2020 veröffentlichten sie zusammen mit Leon Bridges die EP Texas Sun, am 26. Juni folgte das Album Mordechai über das Musiklabel Dead Oceans.
Am 4. Dezember 2020 erschien das von Khruangbin kuratierte Album Late Night Tales: Khruangbin, eine Kompilation von Künstlerinnen und Künstlern außerhalb des Mainstreams aus verschiedenen Teilen der Welt. Das Album enthält das von Khruangbin gecoverte Instrumentalstück Summer Madness von Kool & the Gang und Where Did You Go (Transmission For Jehn), ein Arrangement mit Sprechgesang und Banjo von Eric Saties Gnossienne No. 1.
Am 8. Dezember 2021 wurde auf YouTube das Video zu B-Side von Khruangbin & Leon Bridges veröffentlicht, die erste Single-Auskopplung der EP Texas Moon, die im Februar 2022 erschien.
Am 5. April 2024 veröffentlichte Khruangbin mit A la sala ihr sechstes Studioalbum, das die zuvor veröffentlichten Singles A Love International, May Ninth und Pon Pón beinhaltet.

## Diskografie

### Alben
- 2015: The Universe Smiles Upon You
- 2018: Con todo el mundo
- 2019: Hasta el cielo
- 2020: Mordechai
- 2022: Ali (mit Vieux Farka Touré)
- 2024: A la sala

### EPs
- 2010: Khruangbin
- 2014: The Infamous Bill
- 2018: Spotify Singles
- 2020: Texas Sun (mit Leon Bridges)
- 2022: Texas Moon (mit Leon Bridges)

### Lieder
- 2014: A Calf Born in Winter
- 2015: White Gloves
- 2017: Maria también
- 2018: Friday Morning
- 2018: Khuda Bhi Aasman
- 2018: Christmas Time Is Here
- 2019: Texas Sun (mit Leon Bridges, UK: Gold, US: Gold)
- 2020: Summer Madness (Instrumental-Cover von Kool & the Gang auf der Kompilation Late Night Tales:Khruangbin)

## Auszeichnungen für Musikverkäufe
| Goldene Schallplatte - Dänemark - 2025: für die Single Texas Sun - Norwegen - 2025: für die Single Texas Sun |

Anmerkung: Auszeichnungen in Ländern aus den Charttabellen bzw. Chartboxen sind in ebendiesen zu finden.
| Land/RegionAuszeichnungen für Musikverkäufe (Land/Region, Auszeichnungen, Verkäufe, Quellen) | Gold     | Platin | Verkäufe | Quellen   |
| -------------------------------------------------------------------------------------------- | -------- | ------ | -------- | --------- |
| Dänemark (IFPI)                                                                              | Gold1    | —      | 45.000   | ifpi.dk   |
| Norwegen (IFPI)                                                                              | Gold1    | —      | 30.000   | ifpi.no   |
| Vereinigte Staaten (RIAA)                                                                    | Gold1    | —      | 500.000  | riaa.com  |
| Vereinigtes Königreich (BPI)                                                                 | Gold1    | —      | 400.000  | bpi.co.uk |
| Insgesamt                                                                                    | 4× Gold4 | —      |          |           |